# Avengers Campus
Avengers Campus is een themagebied in Disney's California Adventure en het Walt Disney Studios Park. Er wordt gewerkt aan een derde vestiging in Hong Kong Disneyland. 'Campus' is een Engels acroniem en staat voor Centralized Assembly Mobilized to Prepare, Unite, and Safeguard. Het parkdeel is gebaseerd op de films van de Marvel-stripshelden, Oftewel de MCU. Aangezien er geen specifieke tijd uit de film is gekozen, kun je karakters uit verschillende tijdlijnen tegenkomen, daarom wordt er ook gesproken over een Marvel Theme Park Universe. Door een deal die Universal Parks & Resorts met Marvel sloot in 1994, kan Disney de naam "Marvel" niet gebruiken voor haar themagebieden en attracties. Wel mag Disney de namen The Avengers en Stark Expo, evenals alle namen van de superhelden gebruiken in deze parken.
Disneyland Resort · Lijst van attracties in Disney California Adventure Park
Disneyland Paris · Lijst van attracties in Walt Disney Studios Park · afbeeldingen
Hong Kong Disneyland Resort · Lijst van attracties in Hong Kong Disneyland · Sleeping Beauty Castle · afbeeldingen